# 13368 Wlodekofman
13368 Wlodekofman eller 1998 UV24 är en asteroid i huvudbältet som upptäcktes den 18 oktober 1998 av LONEOS vid Anderson Mesa Station. Den är uppkallad efter Wlodek Kofman.
Asteroiden har en diameter på ungefär 4 kilometer och den tillhör asteroidgruppen Koronis.